# Parque Nacional Khogno Khan
O Parque Nacional Khogno Khan (em mongol:  Хөгнө Хан) está centrado na montanha Khogno Khan, a cerca de 60 km a leste de Kharakoram. O parque possui muitos locais históricos, incluindo as ruínas de um mosteiro do século XVII. Ele está localizado no distrito de Gurvanbulag, na província de Bulgan, a cerca de 240 km a oeste de Ulã Bator.